# Коёси (река)
Коёси (яп. 子吉川 коёсигава, в верховьях также Тёкай) — река в Японии на острове Хонсю. Протекает по территории префектуры Акита.
Исток реки находится под горой Тёкай (鳥海山, высотой 2236 м), на границе префектур Акита и Ямагата. Коёси протекает через равнину Хондзё и впадает в Японское море в городе Хондзё. Основными притоками в верховьях являются Дзинего (笹子川) и Аюкава (鮎川), а в низовьях — Исидзава (石沢川) и Имокава (芋川).
Длина реки составляет 61 км, на территории её бассейна (1190 км²) проживает около 80 тыс. человек. Согласно японской классификации, Коёси является рекой первого класса.
Около 88 % бассейна реки занимает природная растительность, около 11 % — сельскохозяйственные земли, около 1 % застроено.
Уклон реки в верховьях составляет около 1/1000-1/100, в низовьях — 1/6500. Среднегодовая норма осадков в бассейне реки составляет около 1800—2200 мм в год, а в верховьях около 2400-3600 мм в год.